# Самикеле ди Бари
Самикеле ди Бари (итал. Sammichele di Bari) је насеље у Италији у округу Бари, региону Апулија.
Према процени из 2011. у насељу је живело 6578 становника. Насеље се налази на надморској висини од 284 м.

## Географија
| Клима (Самикеле ди Бари)   | Клима (Самикеле ди Бари) | Клима (Самикеле ди Бари) | Клима (Самикеле ди Бари) | Клима (Самикеле ди Бари) | Клима (Самикеле ди Бари) | Клима (Самикеле ди Бари) | Клима (Самикеле ди Бари) | Клима (Самикеле ди Бари) | Клима (Самикеле ди Бари) | Клима (Самикеле ди Бари) | Клима (Самикеле ди Бари) | Клима (Самикеле ди Бари) | Клима (Самикеле ди Бари) |
| Показатељ \ Месец          | .Јан.                    | .Феб.                    | .Мар.                    | .Апр.                    | .Мај.                    | .Јун.                    | .Јул.                    | .Авг.                    | .Сеп.                    | .Окт.                    | .Нов.                    | .Дец.                    | .Год.                    |
| -------------------------- | ------------------------ | ------------------------ | ------------------------ | ------------------------ | ------------------------ | ------------------------ | ------------------------ | ------------------------ | ------------------------ | ------------------------ | ------------------------ | ------------------------ | ------------------------ |
| Средњи максимум, °C (°F)   | 10,4 (50,7)              | 11,2 (52,2)              | 13,2 (55,8)              | 16,2 (61,2)              | 21,0 (69,8)              | 25,6 (78,1)              | 28,5 (83,3)              | 28,6 (83,5)              | 24,7 (76,5)              | 19,4 (66,9)              | 15,3 (59,5)              | 11,6 (52,9)              | 28,6 (83,5)              |
| Средњи минимум, °C (°F)    | 3,0 (37,4)               | 3,3 (37,9)               | 4,9 (40,8)               | 7,3 (45,1)               | 11,1 (52)                | 14,7 (58,5)              | 17,1 (62,8)              | 16,9 (62,4)              | 14,4 (57,9)              | 10,9 (51,6)              | 7,3 (45,1)               | 4,5 (40,1)               | 3 (37,4)                 |
| Количина падавина, mm (in) | 63 (24,8)                | 65 (25,6)                | 65 (25,6)                | 43 (16,9)                | 43 (16,9)                | 34 (13,4)                | 26 (10,2)                | 35 (13,8)                | 49 (19,3)                | 68 (26,8)                | 71 (28)                  | 66 (26)                  | 628 (247,3)              |
| [ тражи се извор ]         |                          |                          |                          |                          |                          |                          |                          |                          |                          |                          |                          |                          |                          |

## Становништво
| 1931. | 1936. | 1951. | 1961. | 1971. | 1981. | 1991. | 2001. | 2011. |
| ----- | ----- | ----- | ----- | ----- | ----- | ----- | ----- | ----- |
| 6.538 | 6.752 | 7.427 | 7.144 | 6.908 | 7.008 | 7.207 | 6.965 | 6.715 |